# Nescafé
Nescafé (від фр. Nestlé і café — ‘кава’) — найбільша у світі торгова марка розчинної кави компанії Nestlé.

## Історія
У 1930-х роках Бразилія звернулася до фірми Nestlé з проханням знайти спосіб збереження та промислової переробки кавових зерен. Протягом багатьох років ця країна стикалася з проблемою перевиробництва зеленої кави. Щорічно величезні запаси кави псувалися через відсутність технології переробки та зберігання зерен після сушіння та первинної обробки. 
Макс Моргенталер (нім. Max Morgenthaler) і його колеги на замовлення протягом семи років шукали спосіб створити «кавовий кубик», який би зберігав всі властивості кавових зерен і міг витримувати тривале зберігання, а потім перетворювався б у напій шляхом додавання води. 
1 квітня 1938 року розчинна кава Nescafé була вперше виготовлена в промислових умовах. Виробництво було розпочато на фабриці в швейцарському містечку Орб, за 50 км від штаб-квартири Nestlé в місті Веве. Nescafé швидко набув популярності у всьому світі. Під час Другої світової війни вся продукція заводу в США, яка становила близько 1 мільйона упаковок на рік, йшла виключно на постачання армії. У багатьох мовах похідні від слова Nescafé, ставши іменами загальними, стали позначати розчинну каву взагалі (серб. ніс-Кафа, араб. نسكافيه та ін.). 
На сьогоднішній день бренд Nescafé є лідером на ринках кави у 83 країнах світу.

## Різновиди
- Nescafé Classic
- Nescafé Gold
- Nescafé Espiro
- Nescafé Cap Colombie
- Nescafé Espresso
- Nescafé Montego
- Nescafé Alta Rica
- Nescafé Exella
- Nescafé Koumibaisen
- Nescafé President
- Nescafé Estet
- Nescafé Brasero
- Nescafé Kenjara
- Nescafé Green Blend
- Nescafé Taster Choice